# Universität Las Palmas de Gran Canaria
Die Universität Las Palmas de Gran Canaria (ULPGC) ist eine Hochschule auf den Kanarischen Inseln. Sie ging 1989 im Zuge einer Reorganisation aus der damaligen polytechnischen Universität (Universidad Politécnica de Canarias) hervor.
Neben der Universität La Laguna auf Teneriffa ist sie eine der beiden öffentlichen Universitäten der Kanaren. Sie verfügt über vier Standorte auf Gran Canaria sowie über ein ozeanographisches Forschungsgebäude und Einrichtungen auf Fuerteventura und Lanzarote. Im Jahr 2021/2022 waren 22.707 Studierende immatrikuliert.
Sie besteht aus sechs Standorten: vier auf Gran Canaria (Tafira, Obelisco, San Cristóbal und Montaña Cardones), einem in Arucas (Gran Canaria) und einem auf der Insel Lanzarote, wobei Tafira der größte Standort ist.
Im akademischen Jahr 2023/2024 hatte die Universität 1.640 Lehrkräfte und Forscher, 109 Forschungsmitarbeiter in Projekten, 125 Forschungsmitarbeiter in der Ausbildung, 41 Ehrendoktoren und 842 Mitglieder sowie insgesamt 19.876 Studenten.
Die Bibliothek der Universität von Las Palmas de Gran Canaria besteht wiederum aus 16 Bibliotheken, 476.522 Bänden, 1.297 Leseplätzen und 169 Computern, die der Öffentlichkeit zur Verfügung stehen. Die Hauptbibliothek befindet sich auf dem Campus Tafira neben der Fakultät für Wirtschaft und Tourismus und ist allgemeiner Natur, obwohl sie die Bibliothek der Fakultät für Rechtswissenschaften, der Fakultät für Wirtschaft und Tourismus und des Europäischen Dokumentationszentrums beherbergt.